# Parthenolecanium glandi
Parthenolecanium glandi är en insektsart som först beskrevs av Kuwana 1907.  Parthenolecanium glandi ingår i släktet Parthenolecanium och familjen skålsköldlöss. Inga underarter finns listade i Catalogue of Life.